# Кайл Милс
Кайл Милс (на английски: Kyle Mills) е американски писател на бестселъри в жанра политически трилър.

## Биография и творчество
Кайл Уендъл Милс е роден на 21 март 1966 г. в Орегон, САЩ. Баща му е бил агент във ФБР и директор на клона на Интерпол. Отраства в Орегон, Вирджиния, Мериленд, Уайоминг и Лондон, сред постоянни истории за залавяне на престъпници.
Завършва колеж по икономика и започва корпоративна работа в Балтимор. Работата му е скучна и той се записва на курс по скално катерене в Западна Вирджиния. Хобито му го увлича и там се запознава с бъдещата си съпруга Ким. Заедно те се преместват в Джаксън Хоул, Уайоминг, където той работи в малка банка.
С подкрепата на съпругата си започва да пише романи. Първият му трилър „Rising Phoenix“ от поредицата му „Марк Биймън“ е публикуван през 1997 г. Главният герой Биймън е специален елитен агент на ФБР и се бори срещу разпространението на наркотици и вездесъщите наркобарони. Трудно контролиран от висшестоящите той прави и невъзможното, за да разкрие престъпниците, но и да опази собствения с и живот.
От 2009 г. участва в поредицата започната от Робърт Лъдлъм „Приют едно“.
По молба на семейството на неочаквано починалия писател Винс Флин, от 2015 г. пише продължение на поредицата му „Мич Рап“.
Кайл Милс живее със семейството си в Джаксън Хоул, Уайоминг.

## Произведения

### Самостоятелни романи
- Burn Factor (2001)
Човекът без сянка, изд.: ИК „Бард“, София (2003), прев. Юлия Чернева
- Smoke Screen (2003)
- Fade (2004)
- The Second Horseman (2006)
- Lords of Corruption (2009)
- The Immortalists (2011)

### Серия „Марк Биймън“ (Mark Beamon)
1. Rising Phoenix (1997)
Като феникс, изд.: ИК „Одисей“, София (1998), прев. Юлиана Цалева
2. Storming Heaven (1998)
Игра на господ, изд.: ИК „Компас“, Варна (2005), прев. Димитър Добрев
3. Free Fall (2000)
4. Sphere of Influence (2002)
Сфери на влияние, изд.: ИК „Компас“, Варна (2004), прев. Димитър Добрев
5. Darkness Falls (2007)

### Участие в общи серии с други писатели

#### Серия „Мич Рап“ (Mitch Rapp) – сВинс Флин
продължение на оригиналната поредица на Винс Флин
14. The Survivor (2015)
Роден да оцелява, изд.: ИК „Ера“, София (2016), прев. Марин Загорчев
15. Order to Kill (2016)
16. Enemy of the State (2017)
17. Red War (2018)

#### Серия „Приют едно“ (Covert-One) – с Робърт Лъдлъм
8. The Ares Decision (2009)
Решението „Арес“, изд.: ИК „Прозорец“, София (2012), прев. Милена Григорова
10. The Utopia Experiment (2013)
12. The Patriot Attack (2015)
от серията има още 9 романа от различни автори